# Campionati mondiali juniores di slittino 2005
I Campionati mondiali juniores di slittino 2005 si sono disputati a Winterberg, in Germania dall'8 al 12 febbraio 2005. La pista situata nei pressi della cittadina della Renania Settentrionale-Vestfalia ospita la rassegna mondiale di categoria per la seconda volta dopo l'edizione del 1990.

## Podi[1][2]
| Evento         | Oro                                                                    | Tempo    | Argento                                                              | Tempo    | Bronzo                                                                   | Tempo    |
| Singolo Uomini | Valeri Bespalov                                                        | 57.164   | Manuel Pfister                                                       | 57.245   | Ritvars Steins                                                           | 57.251   |
| Singolo Donne  | Madeleine Teuber                                                       | 1:32.083 | Natalie Geisenberger                                                 | 1:32.088 | Julia Clukey                                                             | 1:32.114 |
| Doppio         | Tobias Wendl Tobias Arlt                                               | 1:30.574 | Ronny Pietrasik Christian Weise                                      | 1:30.666 | Sandro Stielicke Carl Pelzer                                             | 1:30.780 |
| Gara a squadre | Germania Johannes Ludwig Natalie Geisenberger Tobias Wendl Tobias Arlt | 2:28.349 | Canada Mike Jepson Meaghan Simister Marshall Savill Aaron Christesen | 2:29.195 | Russia Valerij Bespalov Viktorija Knejb Dmitrij Chamkin Vladimir Boitsov | 2:29.346 |

## Medagliere
| Posiz. | Nazione     | Oro | Argento | Bronzo | Totale |
| ------ | ----------- | --- | ------- | ------ | ------ |
| 1      | Germania    | 3   | 2       | 1      | 6      |
| 2      | Russia      | 1   | 0       | 1      | 2      |
| 3      | Austria     | 0   | 1       | 0      | 1      |
| 3      | Canada      | 0   | 1       | 0      | 1      |
| 5      | Lettonia    | 0   | 0       | 1      | 1      |
| 5      | Stati Uniti | 0   | 0       | 1      | 1      |